# Microrégion de Rio Preto da Eva

Localisation de la microrégion de Rio Preto da Eva.

La microrégion de Rio Preto da Eva est l'une des six microrégions qui subdivisent le Centre de l'État de l'Amazonas au Brésil.
Elle comprend deux municipalités qui regroupaient 50 294 habitants en 2006 pour une superficie totale de 31 235 km2.

## Municipalités[1]
- Presidente Figueiredo
- Rio Preto da Eva